# Keihin-Tōhoku-Linie
| Triebzug der Baureihe E233 zwischen Akihabara und Okachimachi |                   |                                      |                                      |
| Streckenlänge: | 59,1 km           |                                      |                                      |
| Spurweite: | 1067 mm (Kapspur) |                                      |                                      |
| Stromsystem: | 1500 V =          |                                      |                                      |
| Streckengeschwindigkeit: | 90 km/h           |                                      |                                      |
| Zweigleisigkeit: | ganze Strecke     |                                      |                                      |
| |                   |                                      |                                      |
| Gesellschaft: | JR East           |                                      |                                      |
| \| \| \| ↑ Tōhoku-Hauptlinie 1885– \| \| \| \| \| → Tōbu Noda-Linie 1929– \| \| \| \| \| ← Jōetsu-Shinkansen 1982– \| \| \| \| \| ← Takasaki-Linie 1883– \| \| \| \| \| ← Kawagoe-Linie 1940– \| \| \| \| \| ← New Shuttle 1983– \| \| \| \| 0,0 \| Ōmiya (大宮) 1885– \| Ōmiya (大宮) 1885– \| \| \| \| ←↑ Tōhoku-Shinkansen 1982– \| \| \| \| \| ← Saikyō-Linie 1985– \| \| \| \| \| \| \| \| \| \| \| \| \| \| \| Rangierbahnhof Ōmiya \| \| \| \| 1,6 \| Saitama-Shintoshin \| Saitama-Shintoshin \| \| \| \| (さいたま新都心) 2000– \| \| \| \| 2,7 \| Yono (与野) 1912– \| Yono (与野) 1912– \| \| \| \| ← Musashino-Güterzweiglinie \| \| \| \| 4,3 \| Kita-Urawa (北浦和) 1936– \| Kita-Urawa (北浦和) 1936– \| \| \| 6,1 \| Urawa (浦和) 1883– \| Urawa (浦和) 1883– \| \| \| 7,8 \| Minami-Urawa (南浦和) 1961– \| Minami-Urawa (南浦和) 1961– \| \| \| \| ↔ Musashino-Linie 1973– \| \| \| \| \| Tōkyō-Gaikan-Autobahn \| \| \| \| \| Abstellanlage Saitama \| \| \| \| 10,6 \| Warabi (蕨) 1893– \| Warabi (蕨) 1893– \| \| \| 12,5 \| Nishi-Kawaguchi (西川口) 1954– \| Nishi-Kawaguchi (西川口) 1954– \| \| \| \| \| \| \| \| 14,5 \| Kawaguchi (川口) 1910– \| Kawaguchi (川口) 1910– \| \| \| \| Arakawa \| \| \| \| \| Shingashi-gawa \| \| \| \| 17,1 \| Akabane (赤羽) 1885– \| Akabane (赤羽) 1885– \| \| \| \| → JNR-Kraftwerk Akabane \| \| \| \| \| → Akabane-Linie (Saikyō-Linie) 1985– \| \| \| \| \| \| \| \| \| \| ←↓ Tōhoku-Shinkansen 1985– \| \| \| \| 18,9 \| Higashi-Jūjō (東十条) 1931– \| Higashi-Jūjō (東十条) 1931– \| \| \| \| Bahnbetriebswerk Shimo-Jūjō \| \| \| \| \| → Kitaōji-Linie 1927–2014 \| \| \| \| 20,4 \| Ōji (王子) 1883– \| Ōji (王子) 1883– \| \| \| \| Shakujii-gawa \| \| \| \| \| \| \| \| \| \| → Tōhoku-Hauptlinie 1883– \| \| \| \| \| → Jōban-Linie 1896– \| \| \| \| 21,5 \| Kami-Nakazato (上中里) 1933– \| Kami-Nakazato (上中里) 1933– \| \| \| \| ← Yamanote-Güterlinie \| \| \| \| \| ← Yamanote-Linie 1903– \| \| \| \| 23,2 \| Tabata (田端) 1896– \| Tabata (田端) 1896– \| \| \| \| → Tōhoku-Hauptlinie 1883– \| \| \| \| 24,0 \| Nishi-Nippori (西日暮里) 1971– \| Nishi-Nippori (西日暮里) 1971– \| \| \| \| ↔ Keisei-Hauptlinie 1931– \| \| \| \| \| → Jōban-Linie 1896– \| \| \| \| 24,5 \| Nippori (日暮里) 1905– \| Nippori (日暮里) 1905– \| \| \| \| \| \| \| \| 25,6 \| Uguisudani (}鶯谷) 1912– \| Uguisudani (}鶯谷) 1912– \| \| \| \| \| \| \| \| 26,7 \| Ueno (}上野) 1883– \| Ueno (}上野) 1883– \| \| \| \| \| \| \| \| 27,3 \| Okachimachi (御徒町) 1925– \| Okachimachi (御徒町) 1925– \| \| \| 28,3 \| Akihabara (秋葉原) 1890– \| Akihabara (秋葉原) 1890– \| \| \| \| ↔ Chūō-Sōbu-Linie 1932– \| \| \| \| \| Kanda-gawa \| \| \| \| \| ← Chūō-Hauptlinie 1894– \| \| \| \| 29,0 \| Kanda (神田) 1919– \| Kanda (神田) 1919– \| \| \| \| → Sōbu-Schnellbahnlinie 1972– \| \| \| \| 30,3 \| Tokio (東京) 1914– \| Tokio (東京) 1914– \| \| \| \| → Keiyō-Linie 1990– \| \| \| \| 31,1 \| Yūrakuchō (有楽町) 1910– \| Yūrakuchō (有楽町) 1910– \| \| \| \| → Yokosuka-Linie 1889– \| \| \| \| 32,2 \| Shimbashi (新橋) 1909– \| Shimbashi (新橋) 1909– \| \| \| \| \| \| \| \| \| → Tōkaidō-Güterlinie \| \| \| \| 33,4 \| Hamamatsuchō (浜松町) 1909– \| Hamamatsuchō (浜松町) 1909– \| \| \| \| → Tōkyō Monorail 1964– \| \| \| \| 34,9 \| Tamachi (田町) 1909– \| Tamachi (田町) 1909– \| \| \| \| → Tōkaidō-Güterlinie \| \| \| \| 36,2 \| Takanawa Gateway \| Takanawa Gateway \| \| \| \| (高輪ゲートウェイ) 2020– \| \| \| \| \| Depot Tamachi \| \| \| \| 37,1 \| Shinagawa (品川) 1872– \| Shinagawa (品川) 1872– \| \| \| \| \| \| \| \| \| ↔ Keikyū-Hauptlinie 1904– \| \| \| \| \| ← Yamanote-Linie 1885– \| \| \| \| \| ← Hinkaku-Linie \| \| \| \| \| ← Tōkaidō-Shinkansen 1964– \| \| \| \| \| ← Tōkyū Ōimachi-Linie 1927– \| \| \| \| \| ↔ Rinkai-Linie 2002– \| \| \| \| 39,5 \| Ōimachi (大井町) 1914– \| Ōimachi (大井町) 1914– \| \| \| 41,7 \| Ōmori (大森) 1876– \| Ōmori (大森) 1876– \| \| \| \| Nomi-gawa \| \| \| \| \| ← Tōkyū Tamagawa-Linie 1923– \| \| \| \| 44,7 \| Kamata (蒲田) 1904– \| Kamata (蒲田) 1904– \| \| \| \| \| \| \| \| \| Depot Kamata \| \| \| \| \| Tama-gawa \| \| \| \| 48,5 \| Kawasaki (川崎) 1872– \| Kawasaki (川崎) 1872– \| \| \| \| → Güterlinie \| \| \| \| \| ← Nambu-Linie 1927– \| \| \| \| \| → Tōkaidō-Güterlinie \| \| \| \| \| ← Hinkaku-Linie \| \| \| \| \| ← Musashino-Güterlinie \| \| \| \| \| Tsurumi-gawa \| \| \| \| 52,0 \| Tsurumi (鶴見) 1872– \| Tsurumi (鶴見) 1872– \| \| \| \| → Tsurumi-Linie 1930– \| \| \| \| \| ← Takashima-Linie \| \| \| \| \| \| \| \| \| \| ← Tōkaidō-Güterlinie \| \| \| \| \| \| \| \| \| 55,1 \| Shin-Koyasu (新子安) 1943– \| Shin-Koyasu (新子安) 1943– \| \| \| \| Bahnbetriebswerk Kamakura \| \| \| \| \| ← Yokohama-Linie 1908– \| \| \| \| 57,3 \| Higashi-Kanagawa (東神奈川) 1908– \| Higashi-Kanagawa (東神奈川) 1908– \| \| \| \| ← Tōkyū Tōyoko-Linie 1932– \| \| \| \| \| Keihin-Kanagawa (京浜神奈川) \| \| \| \| 58,4 \| Kanagawa (神奈川) 1872–1928 \| Kanagawa (神奈川) 1872–1928 \| \| \| \| → zum ehem. Bhf. Yokohama \| \| \| \| \| \| \| \| \| 59,1 \| Yokohama (横浜) 1915– \| Yokohama (横浜) 1915– \| \| \| \| → Minatomirai-Linie 2004– \| \| \| \| \| → Negishi-Linie 1872– \| \| \| \| \| → Keikyū-Hauptlinie 1931– \| \| \| \| \| ← Sōtetsu-Hauptlinie 1933– \| \| |                   |                                      |                                      |
| Strecke |                   | ↑ Tōhoku-Hauptlinie 1885–            | ↑ Tōhoku-Hauptlinie 1885–            |
| Strecke von halbrechts · Strecke · Strecke von links |                   | → Tōbu Noda-Linie 1929–              | → Tōbu Noda-Linie 1929–              |
| Strecke quer · Abzweig geradeaus und von rechts · Strecke · Strecke |                   | ← Jōetsu-Shinkansen 1982–            | ← Jōetsu-Shinkansen 1982–            |
| Strecke quer · Kreuzung geradeaus oben · Strecke quer · Abzweig geradeaus und von rechts · Strecke |                   | ← Takasaki-Linie 1883–               | ← Takasaki-Linie 1883–               |
| Strecke quer · Kreuzung geradeaus oben · Strecke von rechts · Strecke · Strecke |                   | ← Kawagoe-Linie 1940–                | ← Kawagoe-Linie 1940–                |
| U-Bahn-Strecke von rechts · Strecke · Tunnelanfang · Strecke · Kopfbahnhof Streckenende |                   | ← New Shuttle 1983–                  | ← New Shuttle 1983–                  |
| | 0,0               | Ōmiya (大宮) 1885–                   | Ōmiya (大宮) 1885–                   |
| Strecke nach halbrechts · Tunnelende · Strecke · Strecke |                   | ←↑ Tōhoku-Shinkansen 1982–           | ←↑ Tōhoku-Shinkansen 1982–           |
| Strecke nach halbrechts · Strecke nach halbrechts · Strecke nach halbrechts |                   | ← Saikyō-Linie 1985–                 | ← Saikyō-Linie 1985–                 |
| Abzweig · Strecke von halblinks und von halbrechts |                   |                                      |                                      |
| Strecke von halblinks · Strecke von halbrechts · Strecke |                   |                                      |                                      |
| Blockstelle · Strecke · Strecke |                   | Rangierbahnhof Ōmiya                 | Rangierbahnhof Ōmiya                 |
| Strecke | 1,6               | Saitama-Shintoshin                   | Saitama-Shintoshin                   |
| Strecke · Strecke · Strecke |                   | (さいたま新都心) 2000–               | (さいたま新都心) 2000–               |
| Strecke · Strecke · Haltepunkt / Haltestelle | 2,7               | Yono (与野) 1912–                    | Yono (与野) 1912–                    |
| Abzweig geradeaus und nach rechts · Strecke · Strecke |                   | ← Musashino-Güterzweiglinie          | ← Musashino-Güterzweiglinie          |
| Strecke · Strecke · Haltepunkt / Haltestelle | 4,3               | Kita-Urawa (北浦和) 1936–            | Kita-Urawa (北浦和) 1936–            |
| | 6,1               | Urawa (浦和) 1883–                   | Urawa (浦和) 1883–                   |
| Strecke · Strecke | 7,8               | Minami-Urawa (南浦和) 1961–          | Minami-Urawa (南浦和) 1961–          |
| Kreuzung geradeaus unten · Kreuzung geradeaus unten · Kreuzung geradeaus unten |                   | ↔ Musashino-Linie 1973–              | ↔ Musashino-Linie 1973–              |
| |                   | Tōkyō-Gaikan-Autobahn                |                                      |
| Strecke · Strecke · Blockstelle |                   | Abstellanlage Saitama                | Abstellanlage Saitama                |
| Strecke · Strecke · Haltepunkt / Haltestelle | 10,6              | Warabi (蕨) 1893–                    | Warabi (蕨) 1893–                    |
| Strecke · Strecke · Haltepunkt / Haltestelle | 12,5              | Nishi-Kawaguchi (西川口) 1954–       | Nishi-Kawaguchi (西川口) 1954–       |
| |                   |                                      |                                      |
| Strecke · Strecke · Haltepunkt / Haltestelle | 14,5              | Kawaguchi (川口) 1910–               | Kawaguchi (川口) 1910–               |
| Brücke über Wasserlauf · Brücke über Wasserlauf · Brücke über Wasserlauf |                   | Arakawa                              | Arakawa                              |
| Brücke über Wasserlauf · Brücke über Wasserlauf · Brücke über Wasserlauf |                   | Shingashi-gawa                       | Shingashi-gawa                       |
| Strecke | 17,1              | Akabane (赤羽) 1885–                 | Akabane (赤羽) 1885–                 |
| Strecke · Strecke · Strecke · Strecke · Abzweig geradeaus, ehemals nach links und ehemals von links |                   | → JNR-Kraftwerk Akabane              | → JNR-Kraftwerk Akabane              |
| Kreuzung geradeaus oben · Strecke nach rechts · Strecke · Strecke · Strecke |                   | → Akabane-Linie (Saikyō-Linie) 1985– | → Akabane-Linie (Saikyō-Linie) 1985– |
| Strecke |                   |                                      |                                      |
| Strecke nach links · Kreuzung geradeaus unten · Kreuzung geradeaus unten · Kreuzung geradeaus unten · Strecke von rechts |                   | ←↓ Tōhoku-Shinkansen 1985–           | ←↓ Tōhoku-Shinkansen 1985–           |
| Strecke · Strecke · Haltepunkt / Haltestelle · Strecke | 18,9              | Higashi-Jūjō (東十条) 1931–          | Higashi-Jūjō (東十条) 1931–          |
| Strecke · Strecke · Blockstelle · Strecke |                   | Bahnbetriebswerk Shimo-Jūjō          | Bahnbetriebswerk Shimo-Jūjō          |
| Strecke · Strecke · Abzweig geradeaus und ehemals von links · Kreuzung geradeaus oben (Querstrecke außer Betrieb) |                   | → Kitaōji-Linie 1927–2014            | → Kitaōji-Linie 1927–2014            |
| Strecke · Strecke · Bahnhof · Strecke | 20,4              | Ōji (王子) 1883–                     | Ōji (王子) 1883–                     |
| Brücke über Wasserlauf · Brücke über Wasserlauf · Brücke über Wasserlauf · Brücke über Wasserlauf |                   | Shakujii-gawa                        | Shakujii-gawa                        |
| Strecke von links · Kreuzung geradeaus unten · Kreuzung geradeaus unten · Strecke nach rechts · Strecke |                   |                                      |                                      |
| Strecke · Strecke · Strecke nach links · Strecke quer · Kreuzung geradeaus oben |                   | → Tōhoku-Hauptlinie 1883–            | → Tōhoku-Hauptlinie 1883–            |
| Strecke · Abzweig geradeaus und nach links · Strecke quer · Strecke quer · Kreuzung geradeaus oben |                   | → Jōban-Linie 1896–                  | → Jōban-Linie 1896–                  |
| Haltepunkt / Haltestelle · Strecke · Strecke nach halbrechts | 21,5              | Kami-Nakazato (上中里) 1933–         | Kami-Nakazato (上中里) 1933–         |
| Kreuzung geradeaus oben · Strecke nach rechts · Strecke nach halbrechts und von halblinks |                   | ← Yamanote-Güterlinie                | ← Yamanote-Güterlinie                |
| Abzweig geradeaus und von rechts · Strecke nach halbrechts und von halblinks |                   | ← Yamanote-Linie 1903–               | ← Yamanote-Linie 1903–               |
| Bahnhof · Strecke von halblinks | 23,2              | Tabata (田端) 1896–                  | Tabata (田端) 1896–                  |
| Strecke · Strecke |                   | → Tōhoku-Hauptlinie 1883–            | → Tōhoku-Hauptlinie 1883–            |
| Bahnhof · Strecke · Strecke von links | 24,0              | Nishi-Nippori (西日暮里) 1971–       | Nishi-Nippori (西日暮里) 1971–       |
| Strecke · Strecke · Strecke · Strecke von links |                   | ↔ Keisei-Hauptlinie 1931–            | ↔ Keisei-Hauptlinie 1931–            |
| Strecke · Strecke · Strecke · Strecke von links · Kreuzung geradeaus oben |                   | → Jōban-Linie 1896–                  | → Jōban-Linie 1896–                  |
| Bahnhof · Tunnelanfang · ehemaliger Bahnhof | 24,5              | Nippori (日暮里) 1905–               | Nippori (日暮里) 1905–               |
| Kreuzung geradeaus unten · Kreuzung mit oberirdischer Strecke (im Tunnel) · Kreuzung geradeaus unten · Kreuzung geradeaus unten · Strecke nach rechts |                   |                                      |                                      |
| Bahnhof · Strecke nach links (im Tunnel) · Kreuzung mit Tunnelstrecke · Kreuzung mit Tunnelstrecke · Strecke von rechts (im Tunnel) | 25,6              | Uguisudani (}鶯谷) 1912–             | Uguisudani (}鶯谷) 1912–             |
| Strecke (im Tunnel) |                   |                                      |                                      |
| | 26,7              | Ueno (}上野) 1883–                   | Ueno (}上野) 1883–                   |
| Strecke · Strecke · Strecke nach halbrechts (im Tunnel) |                   |                                      |                                      |
| Bahnhof · Strecke · Strecke von halblinks (im Tunnel) | 27,3              | Okachimachi (御徒町) 1925–           | Okachimachi (御徒町) 1925–           |
| Strecke · Tunnelende | 28,3              | Akihabara (秋葉原) 1890–             | Akihabara (秋葉原) 1890–             |
| Kreuzung geradeaus unten · Kreuzung geradeaus unten · Kreuzung geradeaus unten |                   | ↔ Chūō-Sōbu-Linie 1932–              | ↔ Chūō-Sōbu-Linie 1932–              |
| Brücke über Wasserlauf · Brücke über Wasserlauf · Brücke über Wasserlauf |                   | Kanda-gawa                           | Kanda-gawa                           |
| Abzweig geradeaus und von rechts · Strecke · Strecke |                   | ← Chūō-Hauptlinie 1894–              | ← Chūō-Hauptlinie 1894–              |
| Bahnhof · Strecke · Strecke | 29,0              | Kanda (神田) 1919–                   | Kanda (神田) 1919–                   |
| Strecke von links (im Tunnel) · Kreuzung mit Tunnelstrecke · Kreuzung mit Tunnelstrecke · Kreuzung mit Tunnelstrecke |                   | → Sōbu-Schnellbahnlinie 1972–        | → Sōbu-Schnellbahnlinie 1972–        |
| | 30,3              | Tokio (東京) 1914–                   | Tokio (東京) 1914–                   |
| Strecke (im Tunnel) · Strecke · Strecke · Strecke |                   | → Keiyō-Linie 1990–                  | → Keiyō-Linie 1990–                  |
| Strecke (im Tunnel) · Bahnhof · Strecke · Strecke | 31,1              | Yūrakuchō (有楽町) 1910–             | Yūrakuchō (有楽町) 1910–             |
| Strecke nach links (im Tunnel) · Kreuzung mit Tunnelstrecke · Kreuzung mit Tunnelstrecke · Kreuzung mit Tunnelstrecke · Strecke von rechts (im Tunnel) |                   | → Yokosuka-Linie 1889–               | → Yokosuka-Linie 1889–               |
| Strecke · Bahnhof (im Tunnel) | 32,2              | Shimbashi (新橋) 1909–               | Shimbashi (新橋) 1909–               |
| Strecke · Strecke · Strecke |                   |                                      |                                      |
| Strecke · Abzweig geradeaus und ehemals von links · Kreuzung geradeaus oben (Querstrecke außer Betrieb) · Abzweig quer und von links (Strecke außer Betrieb) |                   | → Tōkaidō-Güterlinie                 | → Tōkaidō-Güterlinie                 |
| Strecke · Strecke · Dienststation / Betriebs- oder Güterbahnhof (Strecke außer Betrieb) | 33,4              | Hamamatsuchō (浜松町) 1909–          | Hamamatsuchō (浜松町) 1909–          |
| U-Bahn-Strecke nach links · Kreuzung mit U-Bahn geradeaus unten · Kreuzung mit U-Bahn geradeaus unten · Kreuzung mit U-Bahn geradeaus unten · Kreuzung mit U-Bahn geradeaus unten (Strecke geradeaus außer Betrieb) |                   | → Tōkyō Monorail 1964–               | → Tōkyō Monorail 1964–               |
| Bahnhof · Strecke · Strecke · Strecke (außer Betrieb) | 34,9              | Tamachi (田町) 1909–                 | Tamachi (田町) 1909–                 |
| Strecke · Strecke · Strecke · Strecke nach links (außer Betrieb) |                   | → Tōkaidō-Güterlinie                 | → Tōkaidō-Güterlinie                 |
| Strecke · Strecke · Strecke | 36,2              | Takanawa Gateway                     | Takanawa Gateway                     |
| Bahnhof · Strecke · Strecke nach halblinks · Strecke nach halbrechts (im Tunnel) |                   | (高輪ゲートウェイ) 2020–             | (高輪ゲートウェイ) 2020–             |
| Tunnelende · Strecke · Blockstelle · Strecke von halblinks und Tunnelende · Strecke von halbrechts |                   | Depot Tamachi                        | Depot Tamachi                        |
| | 37,1              | Shinagawa (品川) 1872–               | Shinagawa (品川) 1872–               |
| Strecke · Strecke · Strecke |                   |                                      |                                      |
| Strecke nach links · Kreuzung geradeaus unten · Kreuzung geradeaus unten · Kreuzung geradeaus unten · Kreuzung geradeaus unten |                   | ↔ Keikyū-Hauptlinie 1904–            | ↔ Keikyū-Hauptlinie 1904–            |
| Abzweig geradeaus und nach rechts · Strecke · Strecke · Strecke |                   | ← Yamanote-Linie 1885–               | ← Yamanote-Linie 1885–               |
| Kreuzung geradeaus unten · Kreuzung geradeaus unten · Strecke nach rechts · Strecke |                   | ← Hinkaku-Linie                      | ← Hinkaku-Linie                      |
| Kreuzung geradeaus unten · Kreuzung geradeaus unten · Strecke quer · Strecke nach rechts |                   | ← Tōkaidō-Shinkansen 1964–           | ← Tōkaidō-Shinkansen 1964–           |
| |                   | ← Tōkyū Ōimachi-Linie 1927–          |                                      |
| Kreuzung geradeaus unten · Kreuzung geradeaus unten |                   | ↔ Rinkai-Linie 2002–                 | ↔ Rinkai-Linie 2002–                 |
| Strecke | 39,5              | Ōimachi (大井町) 1914–               | Ōimachi (大井町) 1914–               |
| Haltepunkt / Haltestelle · ehemaliger Haltepunkt / Haltestelle | 41,7              | Ōmori (大森) 1876–                   | Ōmori (大森) 1876–                   |
| Brücke über Wasserlauf · Brücke über Wasserlauf |                   | Nomi-gawa                            | Nomi-gawa                            |
| Strecke · Strecke |                   | ← Tōkyū Tamagawa-Linie 1923–         | ← Tōkyū Tamagawa-Linie 1923–         |
| Strecke | 44,7              | Kamata (蒲田) 1904–                  | Kamata (蒲田) 1904–                  |
| |                   |                                      |                                      |
| Betriebsstelle Streckenanfang und quer · Abzweig geradeaus und nach rechts · Strecke |                   | Depot Kamata                         | Depot Kamata                         |
| Brücke über Wasserlauf · Brücke über Wasserlauf |                   | Tama-gawa                            | Tama-gawa                            |
| | 48,5              | Kawasaki (川崎) 1872–                | Kawasaki (川崎) 1872–                |
| Strecke · Strecke · Abzweig geradeaus und ehemals nach links |                   | → Güterlinie                         | → Güterlinie                         |
| Abzweig quer und nach rechts · Kreuzung geradeaus unten · Kreuzung geradeaus unten |                   | ← Nambu-Linie 1927–                  | ← Nambu-Linie 1927–                  |
| Strecke · Strecke · Strecke von links |                   | → Tōkaidō-Güterlinie                 | → Tōkaidō-Güterlinie                 |
| Strecke von rechts · Strecke · Strecke · Strecke |                   | ← Hinkaku-Linie                      | ← Hinkaku-Linie                      |
| Kreuzung geradeaus oben · Kreuzung geradeaus unten · Kreuzung geradeaus unten · Abzweig geradeaus und von rechts |                   | ← Musashino-Güterlinie               | ← Musashino-Güterlinie               |
| Brücke über Wasserlauf · Brücke über Wasserlauf · Brücke über Wasserlauf · Brücke über Wasserlauf |                   | Tsurumi-gawa                         | Tsurumi-gawa                         |
| Kopfbahnhof Streckenanfang · Strecke · Bahnhof · Strecke · Blockstelle | 52,0              | Tsurumi (鶴見) 1872–                 | Tsurumi (鶴見) 1872–                 |
| Strecke nach links · Kreuzung geradeaus unten · Kreuzung geradeaus unten · Kreuzung geradeaus unten · Kreuzung geradeaus unten |                   | → Tsurumi-Linie 1930–                | → Tsurumi-Linie 1930–                |
| Strecke · Strecke |                   | ← Takashima-Linie                    | ← Takashima-Linie                    |
| Strecke · Strecke · Strecke · Tunnelanfang |                   |                                      |                                      |
| Kreuzung mit Tunnelstrecke · Kreuzung mit Tunnelstrecke · Kreuzung mit Tunnelstrecke · Strecke nach rechts (im Tunnel) |                   | ← Tōkaidō-Güterlinie                 | ← Tōkaidō-Güterlinie                 |
| Strecke |                   |                                      |                                      |
| Strecke · Strecke · Haltepunkt / Haltestelle | 55,1              | Shin-Koyasu (新子安) 1943–           | Shin-Koyasu (新子安) 1943–           |
| Strecke · Strecke · Blockstelle |                   | Bahnbetriebswerk Kamakura            | Bahnbetriebswerk Kamakura            |
| Kreuzung geradeaus unten · Kreuzung geradeaus unten · Abzweig geradeaus und von rechts |                   | ← Yokohama-Linie 1908–               | ← Yokohama-Linie 1908–               |
| Strecke · Strecke · Bahnhof | 57,3              | Higashi-Kanagawa (東神奈川) 1908–    | Higashi-Kanagawa (東神奈川) 1908–    |
| Strecke von rechts · Strecke · Strecke · Strecke · Strecke von links |                   | ← Tōkyū Tōyoko-Linie 1932–           | ← Tōkyū Tōyoko-Linie 1932–           |
| Tunnelanfang · Strecke · Strecke · Strecke · Haltepunkt / Haltestelle |                   | Keihin-Kanagawa (京浜神奈川)         | Keihin-Kanagawa (京浜神奈川)         |
| Strecke (im Tunnel) · Strecke · ehemaliger Haltepunkt / Haltestelle · ehemaliger Haltepunkt / Haltestelle · Strecke | 58,4              | Kanagawa (神奈川) 1872–1928          | Kanagawa (神奈川) 1872–1928          |
| Strecke (im Tunnel) · Strecke · Abzweig geradeaus und ehemals nach links · Kreuzung (Querstrecke außer Betrieb) · Kreuzung (Querstrecke außer Betrieb) |                   | → zum ehem. Bhf. Yokohama            | → zum ehem. Bhf. Yokohama            |
| Strecke (im Tunnel) · Strecke · Strecke |                   |                                      |                                      |
| | 59,1              | Yokohama (横浜) 1915–                | Yokohama (横浜) 1915–                |
| Strecke nach links (im Tunnel) · Kreuzung mit Tunnelstrecke · Kreuzung mit Tunnelstrecke · Kreuzung mit Tunnelstrecke · Kreuzung mit Tunnelstrecke |                   | → Minatomirai-Linie 2004–            | → Minatomirai-Linie 2004–            |
| Kopfbahnhof Streckenanfang · Strecke · Strecke · Strecke nach links · Kreuzung geradeaus unten |                   | → Negishi-Linie 1872–                | → Negishi-Linie 1872–                |
| Strecke · Strecke · Strecke · Strecke nach links |                   | → Keikyū-Hauptlinie 1931–            | → Keikyū-Hauptlinie 1931–            |
| Strecke nach rechts |                   | ← Sōtetsu-Hauptlinie 1933–           | ← Sōtetsu-Hauptlinie 1933–           |

Die Keihin-Tōhoku-Linie (jap. 京浜東北線, Keihin-Tōhoku-sen) ist eine Eisenbahnstrecke auf der japanischen Insel Honshū, die von der Bahngesellschaft JR East betrieben wird. Sie ist eine der wichtigsten Bahnlinien in der Metropolregion Tokio und führt durch die Präfekturen Saitama, Tokio und Kanagawa. Der Namensteil Keihin (京浜) bezieht sich auf den Streckenabschnitt von Tokio (東京) bis Yokohama (横浜) und Tōhoku auf einen Teil der Tōhoku-Hauptlinie, der von Tokio nach Ōmiya in der Stadt Saitama überwiegend gefolgt wird. Zwischen den Millionenstädten Tokio und Yokohama verläuft die Strecke parallel zur Tōkaidō-Hauptlinie. Ab Yokohama verkehren die meisten Züge der Keihin-Tōhoku-Linie weiter auf der Negishi-Linie nach Ōfuna, weshalb häufig auch von der Keihin-Tōhoku-Negishi-Linie (京浜東北根岸線, Keihin-Tōhoku-Negishi-sen) die Rede ist.

## Streckenbeschreibung
Die in Kapspur (1067 mm) verlegte zweigleisige Strecke ist 59,1 km lang und ist mit 1500 V Gleichspannung elektrifiziert. Sie bedient 36 Bahnhöfe, die Höchstgeschwindigkeit beträgt 90 km/h. Auf ihrer gesamten Länge folgt die Keihin-Tōhoku-Linie entweder der Tōhoku-Hauptlinie oder der Tōkaidō-Hauptlinie, im Zentrum Tokios auch der Yamanote-Linie. Da sie in sämtlichen Streckenabschnitten über eigene Gleise verfügt und somit betrieblich weitgehend unabhängig ist, wird sie als eigenständige Linie betrachtet. Sie ist das Rückgrat des Nahverkehrs zwischen mehreren bedeutenden Bahnhöfen der Metropolregion Tokio: Von Ōmiya im Norden über Akabane, Ueno, Tokio, Shimbashi, Shinagawa und Kawasaki nach Yokohama im Süden. Dabei verbindet sie auch die bevölkerungsreichen Präfekturen Saitama, Tokio und Kanagawa miteinander. Im Bahnhof Yokohama geht die Keihin-Tōhoku-Linie in die Negishi-Linie über, die eine südliche Fortsetzung entlang der Negishi-Bucht nach Ōfuna darstellt. Die Gesamtlänge der Keihin-Tōhoku-Negishi-Linie beträgt 81,2 km.
In den meisten Bahnhöfen verfügen die Bahnsteige der Keihin-Tōhoku-Linie über Bahnsteigtüren, die sich jeweils bei der Ankunft eines Zuges öffnen. Bis 2024 sollen sämtliche Bahnhöfe entsprechend ausgerüstet sein, damit das digitale Zugbeeinflussungssystem Automatic Train Control eingeführt werden kann. Die Triebfahrzeugführer werden zu diesem Zeitpunkt auch in der Lage sein, mittels eingebauter Kameras den Fahrgastwechsel alleine zu überwachen. Dadurch können die mitfahrenden Zugbegleiter eingespart und der Einmannbetrieb eingeführt werden. Die Maßnahmen sollen dazu beitragen, den chronischen Personalmangel zu entschärfen.

## Betrieb
Der Fahrplan der Keihin-Tōhoku-Linie ist in jenen der daran anschließenden Negishi-Linie integriert. Tagsüber verkehren die Züge alle fünf Minuten, während der Hauptverkehrszeit alle zwei bis drei Minuten, spätabends alle sechs Minuten. Somit verkehren jede Stunde zwischen 10 und 24 Züge. Nicht alle befahren die gesamte Strecke von Ōmiya nach Ōfuna, sondern wenden – abgestimmt auf die Nachfrage – auch an folgenden Bahnhöfen: Minami-Urawa, Akabane, Higashi-Jūjō, Ueno, Kamata, Tsurumi, Sakuragichō und Isogo.
Seit dem Fahrplanwechsel vom 13. März 1988 werden sämtliche Züge, die zwischen 10:30 Uhr und 15:30 Uhr im Zentrum Tokios unterwegs sind, als Eilzug (jap. Kaisoku, engl. Rapid) geführt. Auf dem Teilstück zwischen Tabata und Hamamatsuchō fahren sie in einigen Bahnhöfen jeweils ohne Halt durch. Den lokalen Verkehr zu diesen Bahnhöfen übernimmt während dieser Zeit die parallel verlaufende Yamanote-Linie.
Seit 2007 werden auf der Linie 83 Zehnwagenzüge der Baureihe E233-1000 eingesetzt.

## Geschichte
Das 1872 eröffnete Teilstück der Tōkaidō-Hauptlinie zwischen den Städten Tokio und Yokohama ist die älteste Bahnstrecke Japans. Die damaligen Endstationen befanden sich in Shimbashi und Sakuragichō. 1883 ging das erste Teilstück der Tōhoku-Hauptlinie nördlich von Ueno in Betrieb, zwei Jahre später eine Verbindung von Akabane nach Shinagawa (heute der westliche Teil der Yamanote-Linie). Da die Verbindungsstrecke einen weiten Umweg über Shinjuku machte und Spitzkehren erforderte, bestand bald der Wunsch nach einer direkten Strecke zwischen Shimbashi und Ueno. Eine von der Tokioter Stadtverwaltung eingesetzte Kommission stellte im November 1889 ein Projekt für den Bau eines Viadukts vor, mit einem zentralen Bahnhof im Stadtteil Marunouchi.

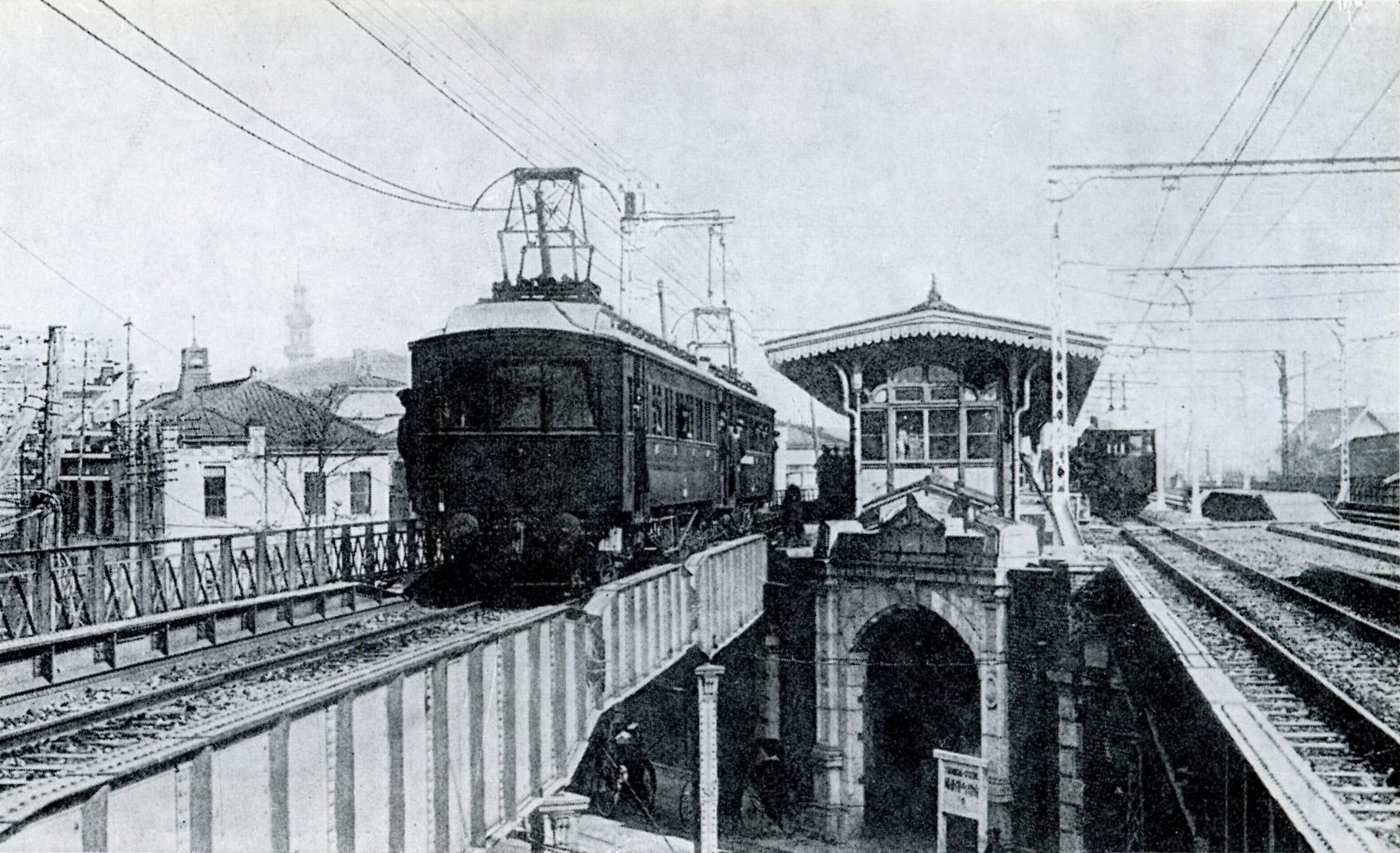
Testfahrt eines Triebzugs beim Bahnhof Yūrakuchō (1914)

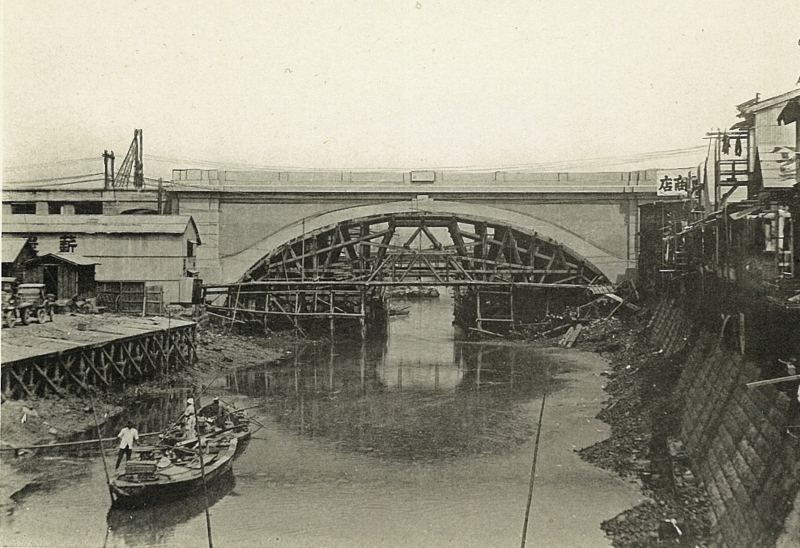
Bau der Brücke über den Kanda-gawa (1925)

Der Bauarbeiten begannen 1900, verzögerten sich aber durch den Boxeraufstand und den Russisch-Japanischen Krieg um mehrere Jahre. Da sich außerdem der Grunderwerb im nördlichen Bereich der Strecke in die Länge zog, konzentrierte man sich zunächst auf den Abschnitt zwischen Shimbashi und dem neu entstehenden Bahnhof Tokio. Die feierliche Eröffnung der Teilstrecke und des Hauptbahnhofs fand am 18. Dezember 1914 statt. Am selben Tag führte das Eisenbahnamt des Kabinetts (das spätere Eisenbahnministerium) eine Sonderfahrt für geladene Gäste auf der neu eingerichteten Keihin-Linie (京浜線, Keihin-sen) zwischen den Bahnhöfen Tokio und Takashimachō in Yokohama durch, die parallel zur Tōkaidō-Hauptlinie den elektrischen Vorortsverkehr übernehmen sollte. Der Eröffnungszug blieb während der Fahrt mehrmals stecken, da Stromabnehmer und Oberleitung nicht aufeinander abgestimmt waren; ebenso hatte sich der Oberbau an manchen Stellen gesenkt.
Trotz dieser Pannen, für die sich die Verantwortlichen in mehreren Zeitungen mit einer Annonce ausdrücklich entschuldigten, begann der fahrplanmäßige Betrieb auf der Keihin-Linie am 20. Dezember 1914. Er wurde jedoch nur sechs Tage später eingestellt, da die Probleme anhielten. Nach sorgfältiger Überprüfung der Anlagen konnte der elektrische Betrieb am 10. Mai 1915 wiederaufgenommen werden. Die Endstation Takashimachō bestand nur bis zum 15. August 1915; von diesem Tag an bediente die Keihin-Linie den in der Nachbarschaft gelegenen neuen Bahnhof Yokohama. Schließlich befand sich die südliche Endstation ab 30. Dezember 1915 in Sakuragichō. Nördlich des Bahnhofs Tokio reichte der Viadukt ab 1. März 1919 bis Kanda, diente aber vorerst nur den Zügen der Chūō-Hauptlinie.
Nach einem Vierteljahrhundert war der Viadukt vollendet; er schloss am 1. November 1925 die letzte verbliebene Lücke zwischen Kanda und Ueno. Dieser Abschnitt blieb zunächst Zügen der Tōhoku-Hauptlinie und der Yamanote-Linie vorbehalten. Nach der Verlegung einer zusätzlichen elektrifizierten Doppelspur konnte er ab 1. November 1928 auch von Zügen der verlängerten Keihin-Linie befahren werden, die nun über Tokio hinaus bis nach Akabane verkehrten. Die anschließende Elektrifizierung der Tōhoku-Hauptlinie nördlich von Akabane machte es am 1. September 1932 möglich, den elektrischen Vorortsverkehr bis nach Ōmiya auszudehnen. Seit dieser Zeit wird die Strecke als Keihin-Tōhoku-Linie bezeichnet.
Am 24. April 1951 ereignete sich bei der Einfahrt eines Zuges in den Bahnhof Sakuragichō ein schwerer Unfall, bei dem 105 Menschen ums Leben kamen. Die Inbetriebnahme einer zweiten Doppelspur zwischen Tabata und Tamachi am 19. November 1956 ermöglichte eine klare Trennung von der Yamanote-Linie, was wiederum zu einer deutlichen Kapazitätserhöhung führte. Seit 19. Mai 1964 werden die Züge der Keihin-Tōhoku-Linie vom bisherigen Endbahnhof Sakuragichō auf die neu erbaute Negishi-Linie weitergeleitet und ab 1. Oktober 1968 stand auf der Tōhoku-Hauptlinie eine eigene Doppelspur bis nach Ōmiya zur Verfügung.
Im Rahmen der Privatisierung der Japanischen Staatsbahn ging die Strecke am 1. April 1987 in den Besitz der neuen Gesellschaft JR East über. Diese führte beim Fahrplanwechsel vom 13. März 1988 zusätzliche Eilzüge (Kaisoku) ein, die im Zentrum Tokios mehrere Bahnhöfe auslassen und so zu einer weiteren Kapazitätssteigerung beitragen. Auf einer nicht mehr genutzten Abstellanlage entstand ab Februar 2017 der Bahnhof Takanawa Gateway, der am 14. März 2020 in Betrieb ging. Bis 2024 soll auf dem rund 20 Hektar großen Gelände ein international ausgerichtetes Geschäftsviertel mit Wohn- und Bürohochhäusern errichtet werden.

## Liste der Bahnhöfe
Ka = Kaisoku (Rapid)
| Name | Name                                | km   | Ka | Anschlusslinien | Lage   | Ort                   | Präfektur |
| ---- | ----------------------------------- | ---- | -- | --- | ------ | --------------------- | --------- |
| JK47 | Ōmiya (大宮)                        | 00,0 | ●  | Tōhoku-Shinkansen Jōetsu-Shinkansen Hokuriku-Shinkansen Tōhoku-Hauptlinie (Utsunomiya-Linie) Kawagoe-Linie Saikyō-Linie Shōnan-Shinjuku-Linie Takasaki-Linie Tōbu Noda-Linie New Shuttle                                                                                         | Koord. | Ōmiya-ku, Saitama     | Saitama   |
| JK46 | Saitama-Shintoshin (さいたま新都心) | 01,6 | ●  | Takasaki-Linie Utsunomiya-Linie | Koord. | Ōmiya-ku, Saitama     | Saitama   |
| JK45 | Yono (与野)                         | 02,7 | ●  | | Koord. | Urawa-ku, Saitama     | Saitama   |
| JK44 | Kita-Urawa (北浦和)                 | 04,3 | ●  | | Koord. | Urawa-ku, Saitama     | Saitama   |
| JK43 | Urawa (浦和)                        | 06,1 | ●  | Takasaki-Linie Tōhoku-Hauptlinie (Utsunomiya-Linie) | Koord. | Urawa-ku, Saitama     | Saitama   |
| JK42 | Minami-Urawa (南浦和)               | 07,8 | ●  | Musashino-Linie | Koord. | Minami-ku, Saitama    | Saitama   |
| JK41 | Warabi (蕨)                         | 10,6 | ●  | | Koord. | Warabi                | Saitama   |
| JK40 | Nishi-Kawaguchi (西川口)            | 12,5 | ●  | | Koord. | Kawaguchi             | Saitama   |
| JK39 | Kawaguchi (川口)                    | 14,5 | ●  | | Koord. | Kawaguchi             | Saitama   |
| JK38 | Akabane (赤羽)                      | 17,1 | ●  | Saikyō-Linie Shōnan-Shinjuku-Linie Takasaki-Linie Tōhoku-Hauptlinie (Utsunomiya-Linie) | Koord. | Kita, Tokio           | Tokio     |
| JK37 | Higashi-Jūjō (東十条)               | 18,9 | ●  | | Koord. | Kita, Tokio           | Tokio     |
| JK36 | Ōji (王子)                          | 20,4 | ●  | Toden-Arakawa-Linie U-Bahn Tokio: Namboku-Linie | Koord. | Kita, Tokio           | Tokio     |
| JK35 | Kami-Nakazato (上中里)              | 21,5 | ●  | | Koord. | Kita, Tokio           | Tokio     |
| JK34 | Tabata (田端)                       | 23,2 | ●  | Yamanote-Linie | Koord. | Kita, Tokio           | Tokio     |
| JK33 | Nishi-Nippori (西日暮里)            | 24,0 | ǀ  | Nippori-Toneri Liner Yamanote-Linie U-Bahn Tokio: Chiyoda-Linie | Koord. | Arakawa, Tokio        | Tokio     |
| JK32 | Nippori (日暮里)                    | 24,5 | ǀ  | Yamanote-Linie Jōban-Linie Keisei-Hauptlinie Nippori-Toneri Liner | Koord. | Arakawa, Tokio        | Tokio     |
| JK31 | Uguisudani (鶯谷)                   | 25,6 | ǀ  | Yamanote-Linie | Koord. | Taitō                 | Tokio     |
| JK30 | Ueno (上野)                         | 26,7 | ●  | Tōhoku-Shinkansen Jōetsu-Shinkansen Hokuriku-Shinkansen Tōhoku-Hauptlinie (Utsunomiya-Linie) Ueno-Tokio-Linie Jōban-Linie Takasaki-Linie Yamanote-Linie U-Bahn Tokio: Ginza-Linie, Hibiya-Linie im Bhf. Keisei-Ueno: Keisei-Hauptlinie                                           | Koord. | Taitō                 | Tokio     |
| JK29 | Okachimachi (御徒町)                | 27,3 | ǀ  | Yamanote-Linie | Koord. | Taitō                 | Tokio     |
| JK28 | Akihabara (秋葉原)                  | 28,3 | ●  | Yamanote-Linie Chūō-Sōbu-Linie Tsukuba-Express U-Bahn Tokio: Hibiya-Linie | Koord. | Chiyoda, Tokio        | Tokio     |
| JK27 | Kanda (神田)                        | 29,0 | ●  | Yamanote-Linie Chūō-Schnellbahnlinie U-Bahn Tokio: Ginza-Linie | Koord. | Chiyoda, Tokio        | Tokio     |
| JK26 | Tokio (東京)                        | 30,3 | ●  | Tōkaidō-Shinkansen Tōhoku-Shinkansen Jōetsu-Shinkansen Hokuriku-Shinkansen Ueno-Tokio-Linie Tōkaidō-Hauptlinie (Utsunomiya-Linie) Yamanote-Linie Yokosuka-Linie Chūō-Hauptlinie (Chūō-Schnellbahn) Sōbu-Hauptlinie (Sōbu-Schnellbahn) Keiyō-Linie U-Bahn Tokio: Marunouchi-Linie | Koord. | Chiyoda, Tokio        | Tokio     |
| JK25 | Yūrakuchō (有楽町)                  | 31,1 | ǀ  | Yamanote-Linie U-Bahn Tokio: Yūrakuchō-Linie | Koord. | Chiyoda, Tokio        | Tokio     |
| JK24 | Shimbashi (新橋)                    | 32,2 | ǀ  | Tōkaidō-Hauptlinie Yamanote-Linie Yokosuka-Linie Yurikamome U-Bahn Tokio: Asakusa-Linie, Ginza-Linie | Koord. | Minato, Tokio         | Tokio     |
| JK23 | Hamamatsuchō (浜松町)               | 33,4 | ●  | Yamanote-Linie Tōkyō Monorail | Koord. | Minato, Tokio         | Tokio     |
| JK22 | Tamachi (田町)                      | 34,9 | ●  | Yamanote-Linie | Koord. | Minato, Tokio         | Tokio     |
| JK21 | Takanawa Gateway (高輪ゲートウェイ) | 36,2 | ●  | Yamanote-Linie im Bhf. Sengakuji: Keikyū-Hauptlinie Asakusa-Linie | Koord. | Minato, Tokio         | Tokio     |
| JK20 | Shinagawa (品川)                    | 37,1 | ●  | Tōkaidō-Shinkansen Tōkaidō-Hauptlinie Yamanote-Linie Yokosuka-Linie Keikyū-Hauptlinie | Koord. | Minato, Tokio         | Tokio     |
| JK19 | Ōimachi (大井町)                    | 39,5 | ●  | Tōkyū Ōimachi-Linie Rinkai-Linie | Koord. | Shinagawa, Tokio      | Tokio     |
| JK18 | Ōmori (大森)                        | 41,7 | ●  | | Koord. | Ōta, Tokio            | Tokio     |
| JK17 | Kamata (蒲田)                       | 44,7 | ●  | Tōkyū Ikegami-Linie Tōkyū Tamagawa-Linie | Koord. | Ōta, Tokio            | Tokio     |
| JK16 | Kawasaki (川崎)                     | 48,5 | ●  | Tōkaidō-Hauptlinie Nambu-Linie im Bhf. Keikyū Kawasaki: Keikyū-Hauptlinie Keikyū Daishi-Linie | Koord. | Kawasaki              | Kanagawa  |
| JK15 | Tsurumi (鶴見)                      | 52,0 | ●  | Tsurumi-Linie im Bhf. Keikyū Tsurumi: Keikyū-Hauptlinie | Koord. | Tsurumi-ku, Yokohama  | Kanagawa  |
| JK14 | Shin-Koyasu (新子安)                | 55,1 | ●  | im Bhf. Keikyū Shinkoyasu: Keikyū-Hauptlinie | Koord. | Kanagawa-ku, Yokohama | Kanagawa  |
| JK13 | Higashi-Kanagawa (東神奈川)         | 57,3 | ●  | Yokohama-Linie im Bhf. Nakakido: Keikyū-Hauptlinie | Koord. | Kanagawa-ku, Yokohama | Kanagawa  |
| JK12 | Yokohama (横浜)                     | 59,1 | ●  | Tōkaidō-Hauptlinie Negishi-Linie Yokosuka-Linie Tōkyū Tōyoko-Linie Keikyū-Hauptlinie Sōtetsu-Hauptlinie U-Bahn Yokohama: Blaue Linie Minatomirai-Linie | Koord. | Nishi-ku, Yokohama    | Kanagawa  |

## Galerie

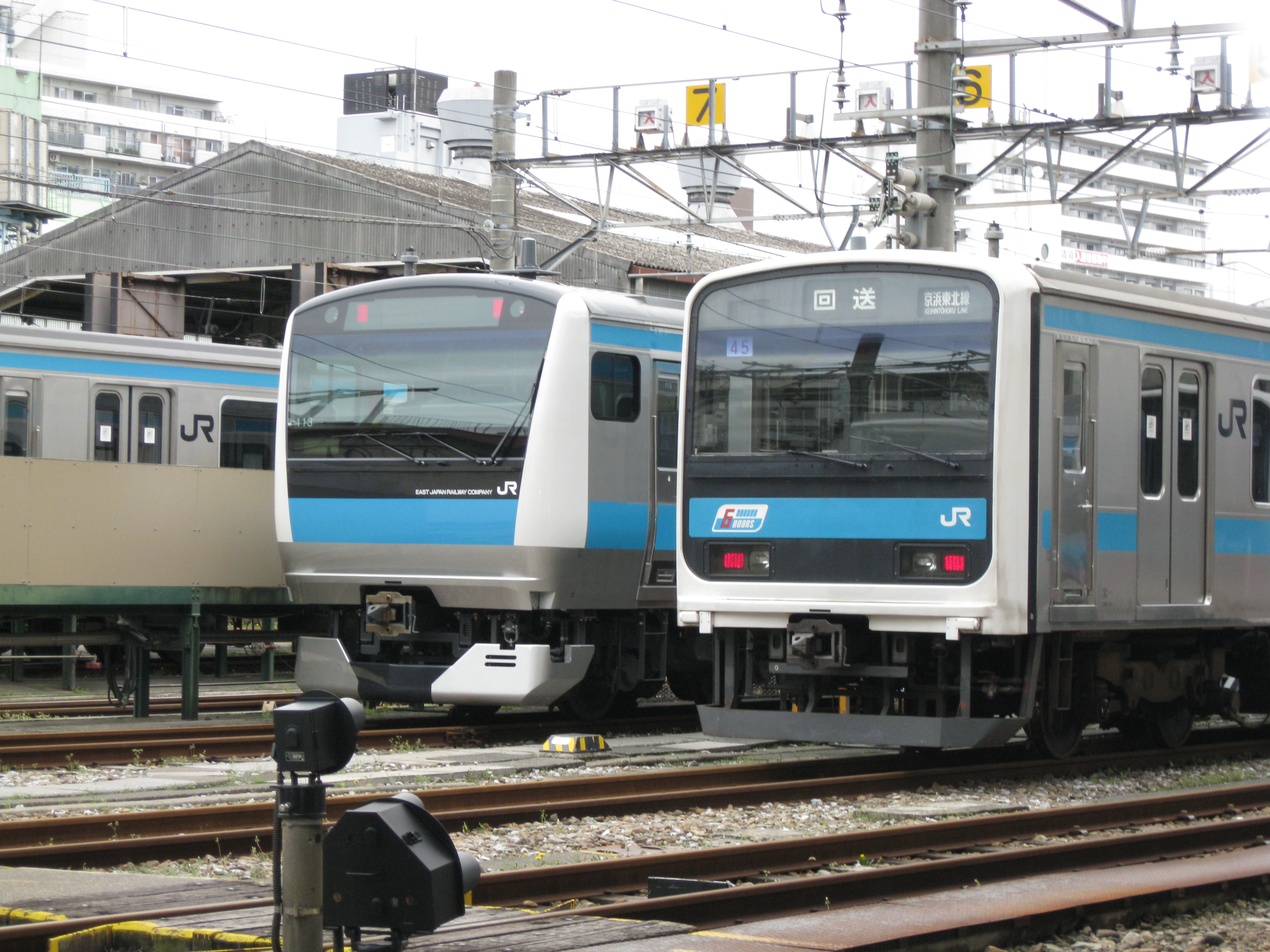
Bahnbetriebswerk Shimo-Jūjō
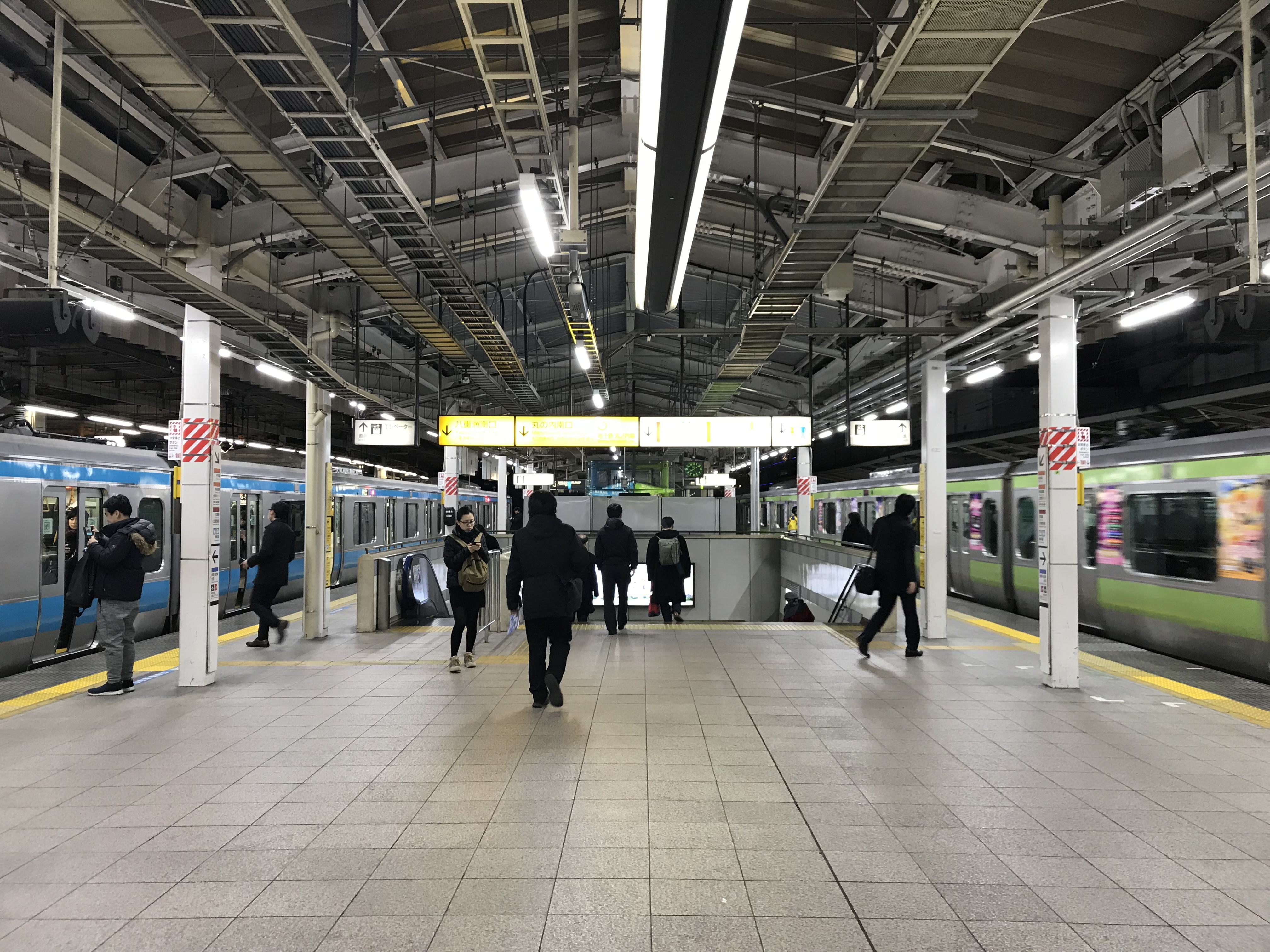
Bahnsteig im Bahnhof Tokio
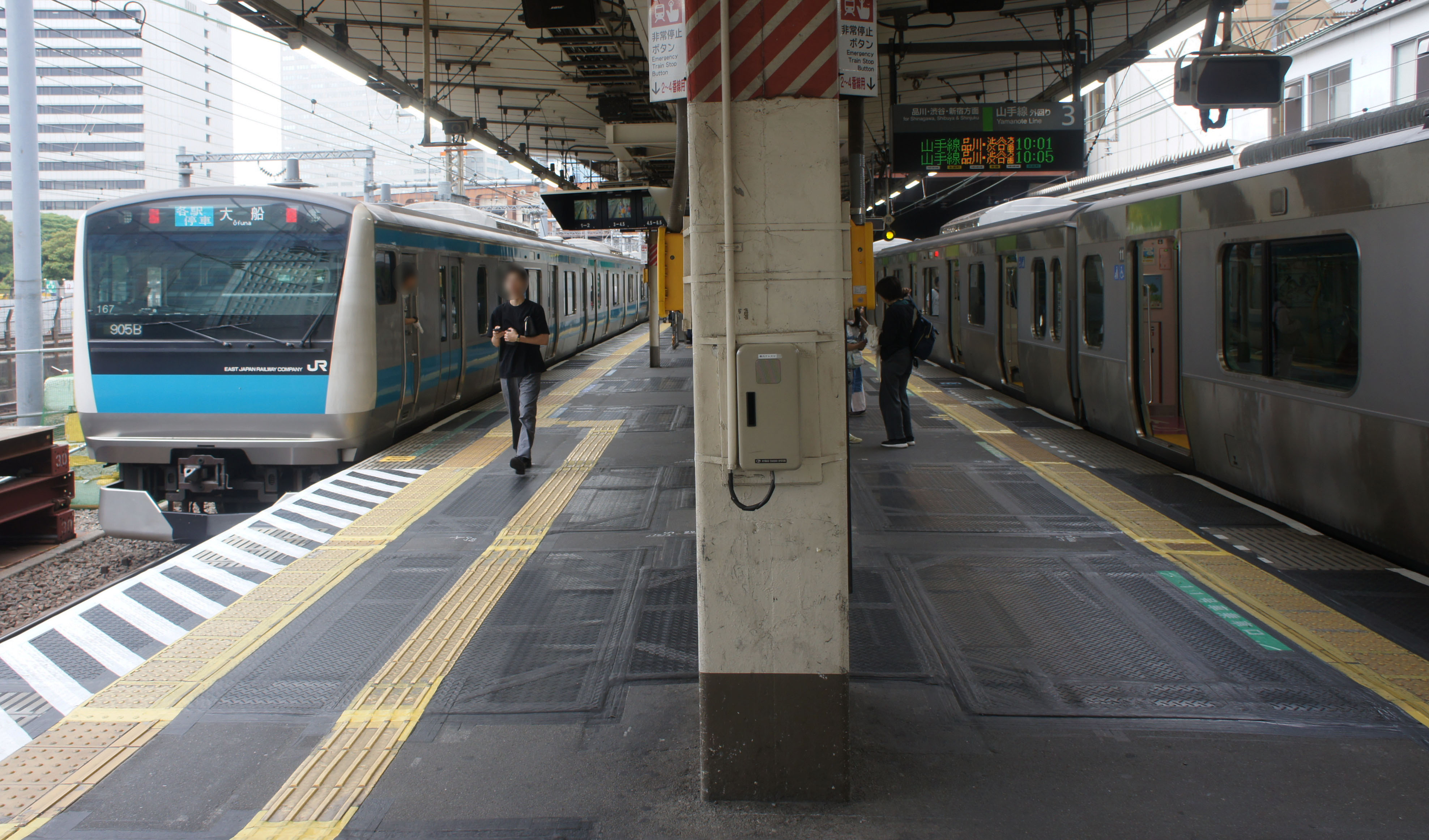
Bahnhof Hamamatsuchō
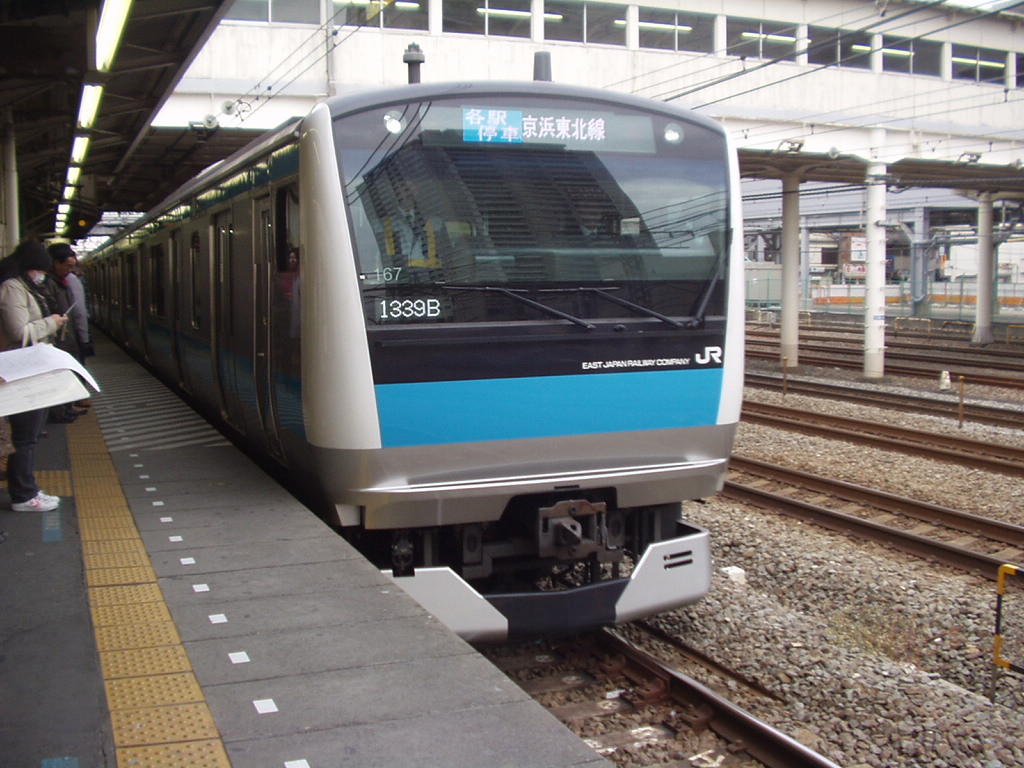
Bahnhof Tsurumi